# OpenIndiana
Le projet OpenIndiana se propose de poursuivre le développement et la distribution d'OpenSolaris. Il s'inscrit dans le cadre de la fondation Illumos.
Le projet a été conçu dans le contexte d'incertitude créé par le rachat de Sun Microsystems par Oracle dans le but de préserver les travaux réalisés dans le cadre d'OpenSolaris. L'entreprise Oracle Corporation a fait connaître courant août 2010, dans un courrier interne, la politique qu'elle entendait suivre pour OpenSolaris. Les orientations ainsi prises ont conduit de facto à un arrêt du projet OpenSolaris et le projet OpenIndiana a ainsi pris tout son sens.
L'annonce du projet OpenIndiana date du 14 septembre 2010. La première version de la distribution, de caractère expérimental, a été publiée à cette même date.
Le projet OpenIndiana Hipster, démarré à la fin de l'année 2013 dans le but de moderniser OpenIndiana, est développé de manière active et fournit des images d'installation sur un rythme semestriel.

## Objectifs
Le projet se propose de poursuivre les objectifs initiaux du projet OpenSolaris, dans une logique d'Open Source, tout en bénéficiant par ailleurs des travaux réalisés par la fondation Illumos (poursuite du développement du système d'exploitation dit OS/Net). OpenIndiana est ainsi une distribution construite sur le noyau Illumos et utilise par ailleurs le système de gestion de paquetages IPS réalisé dans le cadre du projet initial OpenSolaris.
La distribution (système d'exploitation et environnement complet), repose sur un système Unix de la famille System V, compatible avec les produits Oracle Solaris 11 et Solaris 11 Express. Elle suit un modèle de rolling release et bénéficie de mises à jour logicielles régulières ainsi que des correctifs de sécurité.
OpenIndiana se présente comme une distribution destinée à un usage en poste de travail (desktop) et/ou en serveur. Les caractéristiques majeures d'OpenSolaris sont préservées pour permettre la mise en œuvre de serveurs d'entreprise :
- système de fichiers ZFS,
- système de trace DTrace,
- gestion de réseaux par Crossbow,
- gestion des services par SMF,
- gestion des anomalies par FMA,
- COMSTAR iSCSI framework,
- etc.

De manière classique, OpenIndiana propose des images d'installation graphique ainsi que d'installation minimale en mode texte pour faciliter la configuration de serveurs.

## Organisation du projet
Le projet OpenIndiana, membre de la fondation Illumos, repose sur un développement entièrement communautaire.

### L'héritage d'OpenSolaris
L'organisation initiale du projet OpenIndiana a tout d'abord été basée sur celle d'OpenSolaris. Elle en a notamment repris le modèle de consolidations logicielles dont le développement est préalable à une intégration dans une version finalisée de la distribution.
Les consolidations consistent en des groupes de bibliothèques logicielles et utilitaires fournissant une fonctionnalité spécifique: installateur, système graphique, environnement de bureau, etc.
Le projet OpenIndiana était initialement basé sur une dizaine de consolidations dont les principales:
- ONNV : développements concernant la base du système d'exploitation
- PKG : utilitaire de gestion et distribution de paquetages (en) « Système de paquetages IPS »
- Caiman : développements concernant l'installateur (en) « installation »
- XNV : développements concernant le système graphique (en) « X Window System »
- SFW 	 : logiciels (en) « Solaris Freeware »
- JDS 	 : environnement de bureau utilisateur (en) « Java Desktop System »
- Release : intégration d'ensemble.

Chaque consolidation était placée sous la responsabilité d'un ou plusieurs développeurs chargés de l'intégration.
Ce système, hérité de SUN Microsystems, était le produit d'une organisation impliquant des équipes de développeurs:
- indépendantes et réparties dans le monde entier ;
- utilisant des outils différents (système de build, compilateur, contrôle de révision) ;
- effectuant un travail de test et d'assurance qualité avant la phase de release engineering

Il nécessitait ainsi des moyens importants et était peu adapté à un modèle de développement communautaire classique.
Les versions d'OpenIndiana issues de ce modèle de développement sont:
- la version expérimentale oi_147 du 10 septembre 2010 ;
- la version expérimentale oi_148 du 17 décembre 2010 ;
- les dix versions pré-stable oi_151a0 à oi_151a9 couvrant la période du 14 septembre 2011 au 18 janvier 2014.

### Le projet Hipster
En 2013, face aux difficultés de mise en œuvre du système de release engineering par consolidations, le projet OpenIndiana a décidé la transition vers un modèle de développement plus flexible sous la forme du projet Hipster.
L'effort de modernisation d'OpenIndiana par le projet Hipster couvre différents aspects organisationnels et techniques.
Le modèle de développement choisi, de type rolling-release, permet d'accélérer le test et l'intégration grâce à un système de contribution horizontal.
Le système de release engineering hérité d'OpenSolaris a été remplacé par:
- une publication bi-annuelle d'instantanés sous la forme d'images d'installation USB et DVD,
- un système de build unique appelé oi-userland qui permet la compilation du système ainsi que le déploiement de dépôts de paquetages,
- une intégration continue de logiciels ainsi que de la dernière version d'illumos disponible,
- un système de documentation basé sur Asciidoc permettant une intégration continue ainsi que le déploiement instantané sous différents formats (site internet, PDF, HTML).

La feuille de route pour le prochain cycle de développement est mise à jour à la page de Roadmap du système de suivi.

## Contributions
La société EveryCity Managed Hosting fournit les serveurs et assure leur hébergement.

## Versions
La distribution s'est basée initialement sur la mise à jour de la dernière version expérimentale d'OpenSolaris (svn_134), préliminaire à la version stable OpenSolaris attendue en juin 2010, et complétée des mises à jour du noyau réalisées avant la décision de la société Oracle de cesser de diffuser les mises à jour, tandis que les versions ultérieures sont basées sur Illumos.
|  | Experimental Builds |  | Development Builds |  | Hipster/Gnome |  | Hipster/MATE |

### Experimental Builds
Cette première version d'OpenIndiana est basée sur la consolidation OS/Net.
Elle propose les nouveautés suivantes :
- Environnement de bureau GNOME 2.30.2
- Système graphique : Xorg 7.5, Xserver 1.7.7, Nvidia 256.53
- Mises à jour : Firefox 3.6.8, Thunderbird 3.1.1, OpenOffice 3.2.1
- GNU Compiler Collection (GCC) en version 4.3.3
- Système de son Boomer compatible OSS4
- Outils d'administration Visual Panels
- GlassFish 3.0.1 Application Server
- Solaris 10 Containers (compris dans Solaris 10 09/10)
- Triple-Parity RAID avec ZFS  [7]
- L3/L4 load balancer

| Version | Date              | Liste des Changements                                        |
| ------- | ----------------- | ------------------------------------------------------------ |
| oi_147  | 10 septembre 2010 | (en) « Release Notes OpenIndiana oi_147 », 10 septembre 2010 |
| oi_148  | 17 décembre 2010  | (en) « Release Notes OpenIndiana oi_148 », 17 décembre 2010  |

### Development Builds
Cette première version stable basée sur illumos reprend les éléments majeurs des versions expérimentales:
- ZFS – système de gestion de fichiers,
- Zones –  système de virtualisation légère de Solaris,
- SMF – Service Management Facility, gestion des services,
- IPS – gestionnaire de paquetages,
- FMA – Fault Management Architecture,
- COMSTAR –système support iSCSI/iSER/FC/FCOE,
- Crossbow – virtualisation des ressources réseaux,
- DTrace – environnement intégré de sondes, outils de diagnostic et de mise au point,
- Boot Environments – mécanismes de mise à jour et de retour arrière du système d'exploitation exploitant les capacités de ZFS,
- Role Based Access Control RBAC – gestion avancée des droits pour les utilisateurs et les process,
- IP Multipathing – IPMP gestion de la disponibilité des réseaux et de la bande passante
- Integrated L3/L4 kernel mode Load Balancer
- Integrated VRRP IP failover facility

Elle intègre quelques nouveautés importantes au premier rang desquelles la virtualisation KVM (Kernel Virtual Machine) et les paquetages QEMU.
Le portage KVM comprend les extensions pour Intel VT.
Des dépôts de paquetages IPS apportent des logiciels complémentaires pour:
- l'exploitation en serveurs (Apache, BIND, Drupal, MySQL, PostgreSQL, Perl, PhP, Python, Samba, ...),
- le poste de travail (Blender, Mplayer, Scribus, Wine, VLC, Firefox, Flash,Thunderbird, OpenOffice),

avec possibilité de choix entre l'environnement Gnome 2.32), XFCE desktop environment (4.8.3) et KDE (4.6.1).
| Version  | Date              | Liste des Changements                                          |
| -------- | ----------------- | -------------------------------------------------------------- |
| oi_151a0 | 19 septembre 2011 | (en) « Release Notes OpenIndiana oi_151a0 », 19 septembre 2011 |
| oi_151a1 | 26 janvier 2012   | (en) « Release Notes OpenIndiana oi_151a1 », 26 janvier 2012   |
| oi_151a2 | 13 février 2012   | (en) « Release Notes OpenIndiana oi_151a2 », 13 février 2012   |
| oi_151a3 | 12 avril 2012     | (en) « Release Notes OpenIndiana oi_151a3 », 12 avril 2012     |
| oi_151a4 | 4 mai 2012        | (en) « Release Notes OpenIndiana oi_151a4 », 4 mai 2012        |
| oi_151a5 | 2 juillet 2012    | (en) « Release Notes OpenIndiana oi_151a5 », 2 juillet 2012    |
| oi_151a6 | 4 septembre 2012  | (en) « Release Notes OpenIndiana oi_151a6 », 4 septembre 2012  |
| oi_151a7 | 6 octobre 2012    | (en) « Release Notes OpenIndiana oi_151a7 », 6 octobre 2012    |
| oi_151a8 | 10 août 2013      | (en) « Release Notes OpenIndiana oi_151a8 », 10 août 2013      |
| oi_151a9 | 18 janvier 2014   | (en) « Release Notes OpenIndiana oi_151a9 », 18 janvier 2014   |

### Hipster
Le reboot du projet OpenIndiana démarre à la fin de l'année 2013 et propose la publication de deux instantanés d'installation par an.
| Version | Liste des Changements                                                                                        |
| ------- | --- |
| 2014.02 | (en) « Release Notes OpenIndiana Hipster 2014.02 », 14 février 2014                                          |
| 2014.07 | (en) « Release Notes OpenIndiana Hipster 2014.07 », 1er juillet 2014                                         |
| 2014.10 | (en) « Release Notes OpenIndiana Hipster 2014.10 », 12 octobre 2014                                          |
| 2015.03 | (en) « Release Notes OpenIndiana Hipster 2015.03 », 31 mars 2015                                             |
| 2015.10 | (en) « Release Notes OpenIndiana Hipster 2015.10 », 12 octobre 2015                                          |
| 2016.04 | (en) « Release Notes OpenIndiana Hipster 2016.04 », 21 avril 2016                                            |
| 2016.10 | (en) « Release Notes OpenIndiana Hipster 2016.10 », 30 octobre 2016                                          |
| 2017.04 | (en) « Release Notes OpenIndiana Hipster 2017.04 », 2 mai 2017                                               |
| 2017.10 | (en) « Release Notes OpenIndiana Hipster 2017.10 », 31 octobre 2017                                          |
| 2018.04 | (en) « Release Notes OpenIndiana Hipster 2018.04 » [archive du 14 novembre 2019] (consulté le 28 avril 2018) |
| 2018.10 | (en) « Release Notes OpenIndiana Hipster 2018.10 »                                                           |
| 2019.04 | (en) « Release Notes OpenIndiana Hipster 2019.04 » [archive du 13 mai 2019] (consulté le 13 mai 2019)        |
| 2019.10 | (en) « Release Notes OpenIndiana Hipster 2019.10 »                                                           |
| 2020.04 | (en) « Release Notes OpenIndiana Hipster 2020.04 »                                                           |
| 2020.10 | (en) « Release Notes OpenIndiana Hipster 2020.10 »                                                           |
| 2021.04 | (en) « OpenIndiana Hipster 2021.04 is here »                                                                 |
| 2021.10 | (en) « OpenIndiana Hipster 2021.10 is here »                                                                 |